# Kostel svatého Petra a Pavla (Liteň)
Kostel svatého Petra a Pavla v Litni je původně gotická stavba ze 13. století, přestavěná barokně v 17. století. Je chráněn jako kulturní památka České republiky.

## Historie
Kostel byl v roce 1357 přestavěn v gotickém stylu. Tradovalo se, že ho Karel IV. nechal postavit ze zbylých kamenů po stavbě hradu Karlštejna. Ve skutečnosti stála na tomto místě již dříve románská kaple či rotunda. V roce 1639 utrpěl kostel těžké škody a navíc v něm byli ustájeni koně švédských vojsk. Po třicetileté válce byl opraven a upraven do dnešní barokní podoby. V roce 1906 mu byla přistavěna věž.

## Popis
Kostel je (i se sakristií) 35 metrů dlouhý a 9 metrů široký.

### Varhany
Varhany byly postaveny Josefem Hubičkou z Prahy-Smíchova v roce 1906 s opusem 48. Varhany mají jeden manuál (C-f3), rovinnou pedálnici (C-a0) a osm rejstříků.
I.
Principal 8'
Oktav 4'
Salicional 8'
Kryt 8'
Flaula 4'
Kvinta 2 2/3'
Pedál
Subbass 16'
Cello 8'
Až do roku 1906 sloužila dnešní kruchta jako empora. Od tohoto roku kostel emporou nedisponuje a nahradily ji patronátní lavice.
Kruchta (kůr) je vyvýšená, zpravidla zděná a podklenutá, někdy však pouze dřevěná konstrukce v zadní části lodi kostela, určená pro varhany, hudebníky a pěvecký sbor. Téměř vždy je umístěna naproti oltáři.

### Presbytář
V kostele je pět oltářů. Hlavní oltář je rokokový z roku 1892 a nese vyobrazení svatých Petra a Pavla. Ambon je umístěn vpravo vedle oltáře. Rokoková kazatelna z 18. století je umístěna vpravo v rohu. Nemá stříšku. Koš kazatelny je vyzdoben cherubíny, kteří drží desky desatera. Přístup do ní se nachází zezadu za stěnou.
Z venkovního pohledu jsou vidět dvě kaple. V obou kaplích jsou tzv. patronátní lavice. V jedné z nich byly až do roku 1906 instalovány varhany z roku 1726. V levé kapli je stále barokní křtitelnice ze 17. století.
Nad západním vchodem se nachází erb rodu Daubků a latinský nápis Suscipere et finire (v překladu Omezit závazky).

### Zvony
Ve zvonici, od roku 1906 pak v kostelní věži, byly umístěny tři zvony.
- Petr - 89 cm(h')
- Anna - 79 cm(c'')
- Pavel - 48 cm(d'')